# Alfa-gal alergie
Alfa-gal alergie známá také jako alergie na maso je alergie na sacharid alfa-gal (galaktóza-α-1,3-galaktóza) přenášená některými druhy klíšťat – nejčastěji klíštětem americkým, ale také klíštětem obecným. Nebezpečí nákazy je velmi nízké. Alergie se týká jen červeného masa a projevuje se jako klasická alergie na jídlo – třesem či dýchacími problémy, ale může se také objevit nebezpečný anafylaktický šok. Vědecké týmy pracují na zjištění, jak přesně klíště alergii způsobuje a poslední (únor 2019) americká studie naznačuje, že by za alergii mohly být zodpovědné sliny klíštěte.